# Psammisia multijuga
Psammisia multijuga är en ljungväxtart som beskrevs av Herman Otto Sleumer. Psammisia multijuga ingår i släktet Psammisia och familjen ljungväxter. Inga underarter finns listade i Catalogue of Life.